# Tossal de Prat d'Hort
El tossal de Prat d'Hort és una muntanya de 1.526,6 metres d'altitud situat al sud-oest del terme municipal de Sarroca de Bellera, al Pallars Jussà. Antigament era termenal entre el municipi de Sarroca de Bellera i el de Benés, de l'Alta Ribagorça, actualment agregat a Sarroca de Bellera. És a prop del termenal amb Viu de Llevata, actualment agregat al municipi de l'Alta Ribagorça del Pont de Suert.
És a ponent del poble de les Esglésies i al sud-oest del de Sentís. Juntament amb el barranc de Prat d'Hort i la Costa de Prat d'Hort, forma el paratge de Prat d'Hort.